# Vehículo de transporte con conductor

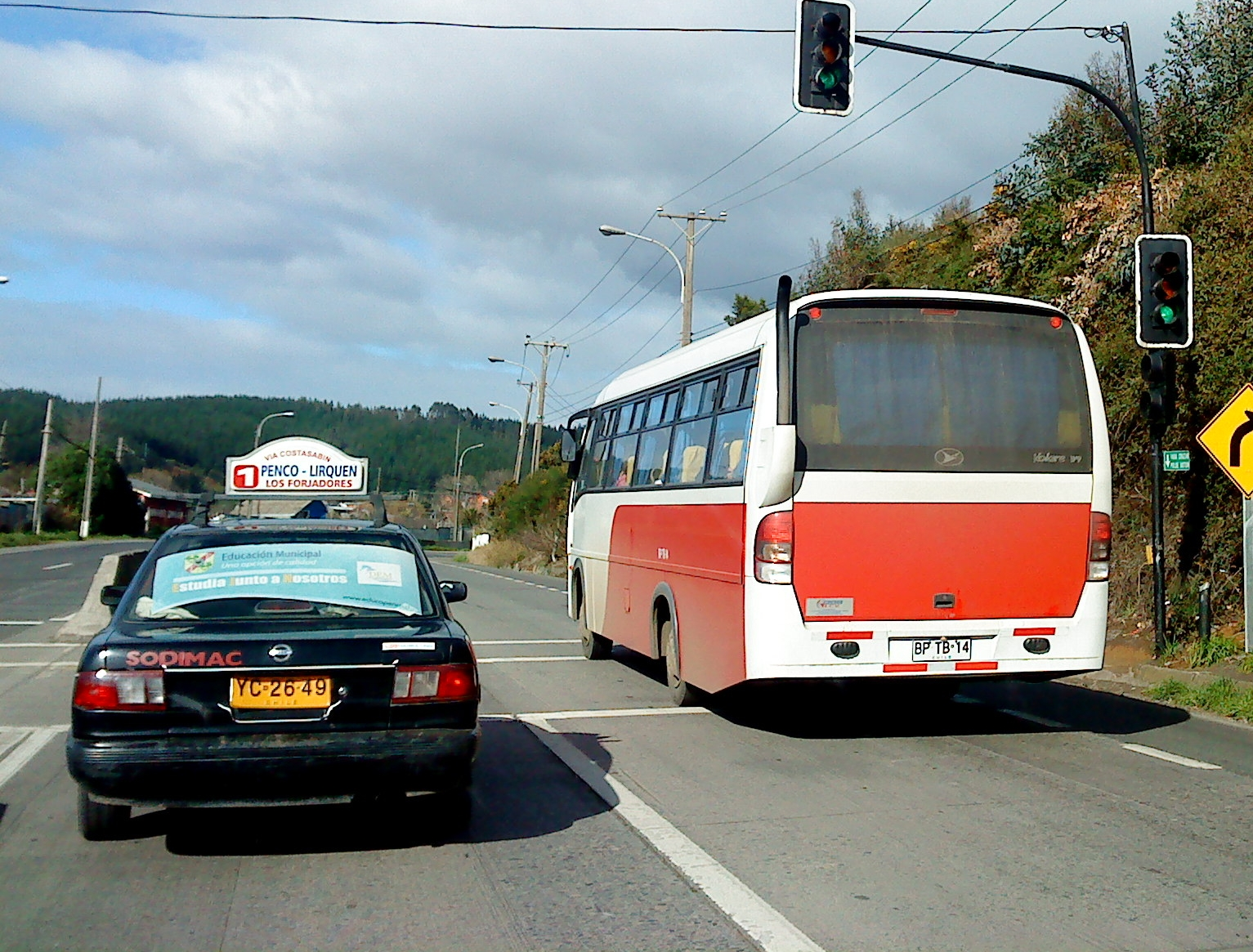
Taxi colectivo (izquierda) en la Ruta 150, en la ciudad de Penco (Chile). Nótese letrero del recorrido y número de línea.

Un vehículo de transporte con conductor, vehículo de turismo con conductor o VTC es un vehículo con chofer que traslada uno o varios pasajeros que quieren desplazarse desde un lugar de origen a otro de destino.
Los VTC se diferencian de los medios de transporte público convencionales en que, en ellos, los pasajeros tienen cierta libertad de elegir los puntos de salida y de destino, mientras que en los otros medios de transporte el pasajero debe elegir entre un número limitado de estaciones designadas por el proveedor del servicio. Asimismo, hay que distinguirlos de los servicios de alquiler de automóviles sin conductor.
Pese a que en rigor el taxi es también un vehículo de transporte con conductor, el más antiguo y extendido mundialmente, el nombre VTC tiende a usarse para designar al resto de servicios distintos al taxi. Los VTC se diferencian de los taxis convencionales en que los servicios pueden ser personalizados por el cliente, por ejemplo, servicios de transporte contratados específicamente para eventos.
Las características y regulación legal de los VTC varían mucho según el país.

## Remís
Originario de Francia, el servicio recibe este nombre (remís o remise) en  Argentina,  Paraguay, Uruguay y Bolivia.

## Taxi colectivo
Término medio entre taxi y autobús, empleado profusamente a lo largo de todo el mundo.

## Transporte público a medida
Forma de transporte público avanzado, generalmente en territorios de baja densidad demográfica, con rutas flexibles y adaptadas a los usuarios.

## Red entre pares
Existen miles de compañías que se dedican al alquiler de vehículos con conductor, y se está produciendo rápidamente una innovación del sector debido al sistema de red entre pares (peer-to-peer) que mediante aplicaciones de telefonía móvil permite el contacto directo entre cliente y proveedor. En este contexto grandes compañías como Cabify, Uber y Bolt están teniendo un gran crecimiento.

## Diferencias con Taxi
Aunque comparten la función de transportar pasajeros, las diferencias entre taxis y VTC son bastante marcadas. Aquí algunas de las más relevantes:
- Contratación: Los taxis pueden tomarse directamente en la calle o en paradas específicas, mientras que los VTC deben contratarse previamente a través de aplicaciones móviles.
- Pago: En los taxis, el importe se calcula al final del trayecto con base en un taxímetro. En cambio, los VTC funcionan con precios predefinidos, calculados antes de que el usuario acepte el servicio.
- Licencias: Las licencias de taxi están limitadas a dos por persona y suelen tener un precio elevado. Por otro lado, las licencias VTC no tienen un límite máximo y su coste es menor en comparación.
- Disponibilidad: Los taxis están ampliamente disponibles en ciudades y zonas concurridas. Sin embargo, los VTC dependen exclusivamente de la tecnología, ya que solo pueden gestionarse mediante aplicaciones.[8]